# Julbach (Németország)
Julbach település Németországban, azon belül Bajorországban. Lakosainak száma 2402 fő (2023. december 31.). Julbach Zeilarn, Reut, Kirchdorf am Inn, Stammham és Marktl községekkel határos.

## Népesség
A település népessége az elmúlt években az alábbi módon változott:
| Lakosok száma | 649  | 757  | 1609 | 1775 | 1858 | 2298 | 2328 | 2380 | 2372 | 2402 |
|               | 1875 | 1900 | 1950 | 1970 | 1987 | 2013 | 2015 | 2017 | 2021 | 2023 |